# Diego Salazar
Diego Salazar (n. 3 octombrie 1980, Tuluá⁠(d), Valle del Cauca⁠(d), Columbia) este un halterofil ce a reprezentat Columbia, medaliat olimpic. A participat la 2 ediții ale Jocurilor Olimpice (2004, 2008) în care a câștigat o medalie de argint.